# Derwent FitzAlan vikomtja
A Derwent FitzAlan vikomt cím – amelyet a Derby grófságban található Derwentről neveztek el –, főnemesi cím volt az Egyesült Királyságban. 1921-ben hozták létre Lord Edmund Talbot számára, amikor kinevezték Írország kormányzójává (Lord Lieutenant of Ireland). 1876-ban királyi engedéllyel a Talbot vezetéknevet vette fel azzal a céllal, hogy igényt tarthasson Bertram, Shrewsbury és Waterford 17. grófjának birtokaira, mivel az általa birtokolt végrendelet szerint őt jelölték meg örökösnek és fő kedvezményezettnek, de nem járt sikerrel. Nem sokkal azután, hogy nemesi rangra emelkedett, visszavette eredeti vezetéknevét. A cím fia, a második vikomt halálával 1962-ben kihalt.

## Vikomtok
Edmund FitzAlan-Howard (1855–1947), Derwent FitzAlan 1. vikomtja
Edmund FitzAlan-Howard Henry Fitzalan-Howard, Norfolk 14. hercegének a másodszülött fia volt, a 15. herceg öccse.
Edmundot 1894-ben megválasztották Chichester parlamenti képviselőjévé, és ezt a mandátumot 1921-ig megtartotta. A második búr háború kitörésekor (1899) Redvers Buller kinevezte a fokvárosi távíró-kommunikáció katonai cenzorává. Később rövid ideig Arthur Balfour kormányában a kincstár lordjaként szolgált 1905-ben, majd Herbert Asquith és később David Lloyd George alatt a Kincstári Parlamenti Titkárság vezetőjeként 1915 és 1921 között. 1918-ban a Titkos tanács tagjává eskették fel.
1921 április 27-én kinevezték Írország kormányzójává, ezzel ő lett az első római katolikus, aki ezt a tisztséget betöltötte 1685 óta, amikor II. Jakab uralkodott. Kinevezése azért vált lehetővé, mert nem sokkal korábban hatályba lépett az Írország Kormányzásáról szóló 1920-as törvény 37. szakasza, amely kimondta, hogy brit állampolgárt vallási hovatartozása miatt nem lehet kizárni a hivatal betöltéséből. Azonban megbízatása mindössze másfél évig tartott. A poszt megszűnt az Ír Szabadállam 1922-es létrejöttével. Kormányzói kinevezése másnapján megkapta a Viscount FitzAlan of Derwent címet, Derwent derby–megyei város.
1917-től unokaöccse, Norfolk 16. hercege kiskorúsága idején ő töltötte be az Earl Marshal helyettesi posztját. 1925-ben a Térdszalagrend lovagjává nevezték ki.
Henry FitzAlan-Howard (1883–1962), Derwent FitzAlan 2. vikomtja
Az első világháborúban kapitányként szolgált, megsebesült. A háború után 1921-től 1922-ig apjának, Írország utolsó kormányzójának helyettes magántitkára volt. Apja halálakor, 1947-ben nyerte el a vikomt címet. Később a Norfolk hercegség örököévé vált és az is maradt egészen haláláig. Mivel két lánya született, a cím kihalt.

## Fordítás
Ez a szócikk részben vagy egészben  a   Viscount FitzAlan of Derwent című angol Wikipédia-szócikk ezen változatának fordításán alapul.  Az eredeti cikk szerkesztőit annak laptörténete sorolja fel. Ez a jelzés csupán a megfogalmazás eredetét és a szerzői jogokat jelzi, nem szolgál a cikkben szereplő információk forrásmegjelöléseként.
Ez a szócikk részben vagy egészben  az   Edmund FitzAlan-Howard, 1st Viscount FitzAlan of Derwent című angol Wikipédia-szócikk ezen változatának fordításán alapul.  Az eredeti cikk szerkesztőit annak laptörténete sorolja fel. Ez a jelzés csupán a megfogalmazás eredetét és a szerzői jogokat jelzi, nem szolgál a cikkben szereplő információk forrásmegjelöléseként.
Ez a szócikk részben vagy egészben  a   Henry FitzAlan-Howard, 2nd Viscount FitzAlan of Derwent című angol Wikipédia-szócikk ezen változatának fordításán alapul.  Az eredeti cikk szerkesztőit annak laptörténete sorolja fel. Ez a jelzés csupán a megfogalmazás eredetét és a szerzői jogokat jelzi, nem szolgál a cikkben szereplő információk forrásmegjelöléseként.